# Centralna Szkoła Podoficerów Zawodowych Sanitarnych
Centralna Szkoła Podoficerów Zawodowych Sanitarnych – szkoła podoficerska kształcąca kandydatów na podoficerów zawodowych służby zdrowia Wojska Polskiego.
Szkoła została utworzona na podstawie rozkazu Nr 47 dowódcy 2 Armii z dnia 9 czerwca 1922 roku, jednak rozpoczęła działalność 1 kwietnia 1923 roku w Przemyślu.
Szkoła prowadziła sześciomiesięczne szkolenie dla szeregowców – kandydatów na sanitarnych podoficerów zawodowych, po co najmniej półrocznej służbie czynnej. Etat szkoły wynosił 120 elewów. Oprócz kursu podstawowego, szkoła prowadziła dziesięciomiesięczne kursy dla podoficerów od kaprala do sierżanta, oraz pięciomiesięczne i czterotygodniowe kursy doszkalające dla oficerów i podoficerów rezerwy służby sanitarnej.
Komendantem szkoły był mjr Eustachy Niemczycki.
10 lipca 1923 minister spraw wojskowych rozkazem Dep. VIII.4143.Og.Org. ustanowił dzień 14 listopada, jako dzień dorocznego święta Wojskowej Szkoły Sanitarnej, Centralnej Szkoły Podoficerów Zawodowych Sanitarnych oraz dzień święta batalionowego dla batalionów sanitarnych nr 1–10.